# Hydrelia fuscocastanea
Hydrelia fuscocastanea là một loài bướm đêm trong họ Geometridae.